# Урсолівка
Урсо́лівка —  село в Україні, у Веселинівській селищній громаді Вознесенського району Миколаївської області. Населення становить 139 осіб. Колишній орган місцевого самоврядування — Миколаївська сільська рада.